# پائولو وگت
پائولو وگت (به پرتغالی: Paulo César Ramos Vogt) مهاجم اهل برزیل است که در شهر برزیل و در تاریخ ۷ فوریهٔ ۱۹۷۷ به دنیا آمده‌است.
پائولو وگت در تیم‌های فوتبال FC Kreuzlingen سابقهٔ حضور دارد.